# Walter Binaghi
Walter Binaghi, né le 13 juillet 1919 à Buenos Aires et mort le 16 juillet 2006, est une personnalité argentine. Il est le président du conseil de l'organisation de l'aviation civile internationale (OACI) de 1957 à 1976.